# Maccabi Tel Aviv B.C. 2021-2022
Questa voce raccoglie le informazioni riguardanti il Maccabi Tel Aviv B.C. nelle competizioni ufficiali della stagione 2021-2022.

## Stagione
La stagione 2021-2022 del Maccabi Tel Aviv B.C. è la 68ª nel massimo campionato israeliano di pallacanestro, la Ligat ha'Al.

## Roster
Aggiornato al 25 luglio 2021
| Maccabi Playtika Tel Aviv 2021-22 | Maccabi Playtika Tel Aviv 2021-22 |
| Giocatori                         | Staff tecnico                     |
| --------------------------------- | --------------------------------- |

| N. | Naz.                                        | Ruolo | Nome                  | Anno | Alt.   | Peso   |  |
| -- | ------------------------------------------- | ----- | --------------------- | ---- | ------ | ------ |  |
| 1  | Stati Uniti (bandiera) · Turchia (bandiera) | P     | Scottie Wilbekin      | 1993 | 188 cm | 80 kg  |  |
| 2  | Stati Uniti (bandiera)                      | P     | Keenan Evans          | 1996 | 191 cm | 86 kg  |  |
| 3  | Israele (bandiera)                          | P     | Ido Menchel           | 2004 | 182 cm |        |  |
| 4  | Stati Uniti (bandiera)                      | A     | Angelo Caloiaro       | 1989 | 203 cm | 102 kg |  |
| 6  | Stati Uniti (bandiera)                      | AG    | Derrick Williams      | 1991 | 203 cm | 109 kg |  |
| 7  | Stati Uniti (bandiera)                      | G     | Kameron Taylor        | 1994 | 198 cm | 95 kg  |  |
| 8  | Stati Uniti (bandiera)                      | C     | Jalen Reynolds        | 1992 | 208 cm | 104 kg |  |
| 9  | Israele (bandiera)                          | C     | Roman Sorkin          | 1996 | 208 cm | 104 kg |  |
| 10 | Israele (bandiera)                          | P     | Oded Brandwein        | 1988 | 179 cm | 83 kg  |  |
| 12 | Stati Uniti (bandiera) · Israele (bandiera) | PG    | John DiBartolomeo (C) | 1991 | 183 cm | 79 kg  |  |
| 13 | Stati Uniti (bandiera)                      | G     | Khyri Thomas          | 1996 | 191 cm | 95 kg  |  |
| 14 | Israele (bandiera)                          | A     | Oz Blayzer            | 1992 | 199 cm | 101 kg |  |
| 15 | Stati Uniti (bandiera) · Israele (bandiera) | AC    | Jake Cohen            | 1990 | 210 cm | 107 kg |  |
| 21 | Stati Uniti (bandiera)                      | AP    | James Nunnally        | 1990 | 201 cm | 95 kg  |  |
| 22 | Israele (bandiera)                          | G     | Nadav Yankowitz       | 2002 | 186 cm |        |  |
| 23 | Croazia (bandiera)                          | C     | Ante Žižić            | 1997 | 208 cm | 113 kg |  |
| 26 | Francia (bandiera)                          | C     | Mathias Lessort       | 1995 | 205 cm | 112 kg |  |
| 99 | Israele (bandiera)                          | P     | Iftah Ziv             | 1995 | 191 cm | 86 kg  |  |

| Allenatore |
| - Giannīs Sfairopoulos (fino al 15 febbraio) - Avi Even (dal 16 febbraio)                                                            |
| Assistente/i |
| - Vasilīs Geragotellīs (fino al 15 febbraio) - Noam Levi - Doron Perkins Legenda - (C) Capitano - (IN) Inattivo - Infortunato Roster |

## Mercato

### Sessione estiva
| Acquisti | Acquisti         | Acquisti         | Acquisti      | Acquisti |
| R.       | Nome             | da               | Modalità      |          |
| -------- | ---------------- | ---------------- | ------------- | -------- |
| AC       | Jake Cohen       | Obradoiro        | svincolato    |          |
| P        | Keenan Evans     | Hapoel Haifa     | svincolato    |          |
| C        | Jalen Reynolds   | Bayern Monaco    | svincolato    |          |
| AG       | Derrick Williams | Valencia         | svincolato    |          |
| C        | Roman Sorkin     | Maccabi Haifa    | svincolato    |          |
| G        | Kameron Taylor   | Amburgo Towers   | svincolato    |          |
| AP       | James Nunnally   | N.O. Pelicans    | svincolato    |          |
| P        | Iftah Ziv        | Hap. Gilboa G.E. | svincolato    |          |
| PG       | Max Heidegger    | Bnei Herzliya    | fine prestito |          |
| P        | Oded Brandwein   | Hapoel Holon     | svincolato    |          |
| C        | Mathias Lessort  | Monaco           | svincolato    |          |

| Cessioni | Cessioni       | Cessioni       | Cessioni       | Cessioni |
| R.       | Nome           | a              | Modalità       |          |
| -------- | -------------- | -------------- | -------------- | -------- |
| AG       | T.J. Cline     | Free agent     | fine contratto |          |
| G        | Eidan Alber    | Hapoel Holon   | prestito       |          |
| GA       | Sandy Cohen    | Bnei Herzliya  | prestito       |          |
| G        | Dori Sahar     | Bnei Herzliya  | prestito       |          |
| AG       | Dragan Bender  | Free agent     | fine contratto |          |
| P        | Chris Jones    | ASVEL          | fine contratto |          |
| GA       | Yovel Zoosman  | Alba Berlino   | fine contratto |          |
| C        | Othello Hunter | Bayern Monaco  | fine contratto |          |
| PG       | Max Heidegger  | EWE Oldenburg  | prestito       |          |
| G        | Tyler Dorsey   | Olympiakos     | fine contratto |          |
| AG       | Omri Casspi    |                | ritirato       |          |
| C        | Yonathan Atias | Ironi Nahariya | prestito       |          |

### Dopo l'inizio della stagione
| Acquisti | Acquisti     | Acquisti     | Acquisti         | Acquisti      |
| R.       | Nome         | da           | Data             | Modalità      |
| -------- | ------------ | ------------ | ---------------- | ------------- |
| G        | Khyri Thomas | Bilbao Berri | 10 gennaio 2022  | svincolato    |
| G        | Eidan Alber  | Hapoel Holon | 24 febbraio 2022 | fine prestito |

| Cessioni | Cessioni        | Cessioni           | Cessioni         | Cessioni       |
| R.       | Nome            | a                  | Data             | Modalità       |
| -------- | --------------- | ------------------ | ---------------- | -------------- |
| C        | Mathias Lessort | Free agent         | 26 novembre 2021 | fine contratto |
| G        | Kameron Taylor  | Strasburgo         | 29 gennaio 2022  | prestito       |
| G        | Eidan Alber     | Hapoel Be'er Sheva | 25 febbraio 2022 | prestito       |